# 日本インタビュ新聞社
日本インタビュ新聞社（にほんインタビュしんぶんしゃ）は、上場企業情報を中心としたＩR情報を、あらゆるメディアを活用して報道するIR支援会社である。株式投資情報に関する新聞・雑誌の発行及び出版企画・編集・イベントなども手がける。
株式投資情報サイトでは、リアルタイムによるマーケット情報のほか、銘柄分析、決算速報・ＩＲ企業情報・新製品情報・株式投資の話題などを配信、特集記事などとあわせた立体的な情報配信が特長。株式投資情報（総合版）は、最新情報も過去情報も、じっくりと記事を読めるビジュアル性を重視した設計。株式投資情報（速報版） は、ブログライクな設計で速報性・ニュース性・ＳＥＯ対策などを重視した設計。
上場企業向けＭｅｄｉａ－ＩＲソリューション事業では、株価の動き・決算速報・ＩＲニュース・ＰＲニュースのほか、ＷＥＢ上で手軽に読めるインベストメントナビゲーター（証券専門記者・株式評論家・証券アナリスト）による「銘柄分析記事（企業レポート）」などを配信している。
1999年創業。株式市場における企業の認知度、知名度を高める「株式という商品のマーケティング活動（IR）」のお手伝いをする「Media-IR」事業を主軸としており、個人投資家向けIRセミナーや株式講演会のほか、株式情報配信事業・株式投資関連の出版事業などにも注力している。

## 社名の由来

### 「経営は人なり」、トップの思いを伝えたい
社会は「人」によって成り立っています。国家や会社を運営するのもすべて「人」です。
とくに、会社経営においては、『経営は人なり』といわれるように、経営者の資質が最も大切であり、さらに従業員の勤勉性など質の高さが組み合わさって、会社はすばらしい成績をあげることができます。
わたしどもは、「人」に焦点を当て、とくに経営者が社会における企業の存在価値をどのように考え、高めていこうと取り組んでいるかをインタビューして行きたい、報道の原点は『インタビュー』にあるとの立場から社名に取り入れました。
『インタビュー』ではなく、『インタビュ』としたのは特に深い意味はありませんが、社名をより印象づけしたいとの思いからです。

## 関連著名人
- 犬丸正寛（経済・株式評論家）
- 浅妻昭治（株式評論家）
- 田北知見（株式ジャーナリスト）
- 水田雅展（証券アナリスト）
- 王理恵（インタビューア/司会/講師）
- 福田貴子（生活経済ジャーナリスト/司会/キャスター）
- 小倉正男（政治・経済ジャーナリスト/ライター）

## 外部サイト
- 日本インタビュ新聞社 - 公式サイト
- 株式投資情報（総合版）　日本インタビュ新聞 - ニュース
- 株式投資情報（速報版）　日本インタビュ新聞 - ニュース
- アナリスト銘柄分析（日本インタビュ新聞社） - ニュース
- 日本インタビュ新聞社 (@mediaircom) - X（旧Twitter）
- 日本インタビュ新聞社 (kabushiki104) - Facebook
- 日本インタビュ新聞社 (@mediaircom) - Instagram
- 株式市場分析＆銘柄分析－Media-IR - note（ノート）